# Pempelijärvi
Pempelijärvi är en sjö i Pajala kommun i Norrbotten och ingår i Kalixälvens huvudavrinningsområde. Sjön har en area på 0,382 kvadratkilometer och ligger 240,9 meter över havet. Sjön avvattnas av vattendraget Kvarnån (Pempelijoki). Väster om sjön ligger bebyggelsen Pempelijärvi.

## Delavrinningsområde
Pempelijärvi ingår i det delavrinningsområde (743107-178329) som SMHI kallar för Ovan Palovaaranoja. Medelhöjden är 243 meter över havet och ytan är 44,01 kvadratkilometer. Det finns inga avrinningsområden uppströms utan avrinningsområdet är högsta punkten. Kvarnån (Pempelijoki) som avvattnar avrinningsområdet har biflödesordning 3, vilket innebär att vattnet flödar genom totalt 3 vattendrag innan det når havet efter 142 kilometer. Avrinningsområdet består mestadels av skog (63 procent) och sankmarker (29 procent). Avrinningsområdet har 0,42 kvadratkilometer vattenytor vilket ger det en sjöprocent på 0,9 procent.